# 藏猪
藏猪是中国猪的地方品种。
藏猪根据产区不同，可以分为西藏藏猪、迪庆藏猪、四川藏猪和甘南藏猪（合作猪）等。
1986年，藏猪收录于《中国猪品种志》。2000年列入《国家畜禽品种保护名录》。2006年列入《国家畜禽遗传资源保护名录》。